# Rugby League Park
Le Rugby League Park (actuellement connu sous le nom de Apollo Projects Stadium) est un stade située à Addington dans la banlieue de Christchurch, en Nouvelle-Zélande. Anciennement appelé Addington Showgrounds, il appartient à la Canterbury Rugby League (comité local de rugby à XIII).

## Historique
Acheté au conseil municipal de Christchurch dans les années 1990, le Rugby League Park fait partie d'un complexe sportif avec la CBS Canterbury Arena et l'Addington Raceway. Le terrain de rugby accueille des rencontres internationales, dont des matchs de la Coupe du monde de rugby à XIII en 1975, 1977, 1988, 1990 et 1991. C'est dans ce stade que les Kiwis gagnent le droit de disputer la finale de la Coupe du monde de rugby à XIII 1985-1988 en battant la Grande-Bretagne 12 à 10. 
Le Rugby League Park subit d'importants dégâts lors du tremblement de terre du 22 février 2011 et est fermé jusqu'au 24 mars 2012. Après le séisme, les tribunes sont démolies. Le Lancaster Park, le terrain de sport principal de la cité, est lui aussi endommagé de façon irrémédiable. Aménagé de manière temporaire par la ville, le Rugby League Park voit la construction de 18 000 sièges, avec une extension possible à 26 000 places pour les grandes manifestations. Les Crusaders évoluent donc dans ce stade pour le Super 15 en 2012 et les All Blacks y disputent le 16 juin 2012 un match contre l'Irlande remporté sur le score de 22 à 19.
Le 9 juin 2018 le stade est comble (17 800 spectateurs) pour voir les NZ Warriors défaire Manly en rugby à XIII, pour le compte du championnat de NRL.

## Événements
- Coupe du monde de rugby à XIII 1977
- Coupe du monde de rugby à XIII 2017